# Mormyrus macrophthalmus
Mormyrus macrophthalmus är en fiskart som beskrevs av Günther, 1866. Mormyrus macrophthalmus ingår i släktet Mormyrus och familjen Mormyridae. IUCN kategoriserar arten globalt som livskraftig. Inga underarter finns listade i Catalogue of Life.